# Clemens van Lamsweerde
Clemens Antonius Carolus Alphonsus Maria (Clemens) baron van Lamsweerde (Arnhem, 14 juli 1897 – Bloemendaal, 26 december 1972) was een Nederlands jurist, kunstschilder en tekenaar.

## Biografie
Hij was een telg uit het geslacht Van Lamsweerde en een van de vijf kinderen van het Eerste Kamer-lid Alphonsus van Lamsweerde. Hij was gehuwd met kunstenares L.J.M.H. Dobbelmann (1895-1999) en zij hadden eveneens vijf kinderen, onder wie de kunstenares Clementine van Lamsweerde (1924-2015), de moeder van kunstenares Inez van Lamsweerde. Hij was ridder van eer en devotie van de Souvereine Orde van Malta.
Hij kreeg les aan het Sint-Willibrordus College van de jezuïetenpaters in Katwijk en ging daarna naar de Amsterdamse Universiteit waar hij in 1924 slaagde als meester in de rechten. Vervolgens was hij waarnemend griffier bij het Kantongerecht Nijmegen (1924), griffier bij het Kantongerecht Oosterhout (1927) en substituut-griffier bij het Kantongerecht Amsterdam (1934).
Daarnaast was hij beeldend kunstenaar en lid van de Bredasche Kunstkring. Hij leerde het vak van J. Hens, Gerrit de Morée, Salomon Garf en Jos Rovers. Hij tekende prenten en schilderde portretten, figuurvoorstellingen, dieren, stillevens en landschappen. Als materiaal gebruikte hij olieverf, waterverf en pastelkrijt.
- Biografisch Portaal: 00591193
- RKD-Nederlands Instituut voor Kunstgeschiedenis: 47719